# Гершон Кінгслі
Гершон Кінгслі (англ. Gershon Kingsley, при народженні Гетц Густав Ксінські — нім. Götz Gustav Ksinski; 28 жовтня 1922 - 10 грудня 2019) — американський композитор, піонер електронної музики, у 1970-х роках один із перших виконавців на синтезатор Муга, учасник дуету Перрі та Кінгслі, засновник Першого квартету синтезаторів Муга й автор рок-музичних композицій для єврейських релігійних церемоній. Найбільшу славу здобув завдяки електронно-інструментальній композиції 1969 року «Попкорн».

## Біографія

### Ранні роки
Кінгслі народився в Бохумі (Веймарська республіка), ім'я при народженні — Гьотц Густав Ксінські. Син Марі Крістіни, домогосподарки, та Макса Ксінські, торговця килимами та піаніста. Виріс у Берліні, де його батьки вели великий магазин килимів.
Оскільки його батько був євреєм, він разом із сім'єю втік з нацистської Німеччини в 1938 році, за кілька днів до Кришталевої ночі, та оселився в підміндатній Палестині, селищі Ейн-Харод. В Ізраїлі Гершон Кінгс вступив до поліції єврейського поселення Хагана (Нотрім), грав джаз у Тель-Авіві та Єрусалимі. Навчався в Єрусалимській музичній консерваторії. Його батьки та брат втекли на Кубу, звідки врешті-решт їм вдалося отримати візи для США де Кінгслі зустрівся з ними через вісім років. Після Другої світової війни Кінгслі емігрував до Америки, де після закінчення музичної консерваторії в Лос-Анджелесі став диригентом музичних шоу на Бродвеї.

### Музична кар'єра
Кар'єра Кінгслі у поп-музиці пішла з випуском альбому The In Sound from Way Out! в 1966 р., який він записав разом із Жаном-Жаком Перрі. Пізніше Кінгслі продовжив сольну кар'єру, записавши Music to Moog By, випущений в 1969 році, що включав зокрема пісню «Попкорн», що стала найбільш відомою у доробку музиканта.
У 1970 організував гурт First Moog Quartet — квартет синтезаторів Муга. Серед інших членів групи були Говард Салат, Стен Фрі, Ерік Найт та Кен Бішель. 30 січня 1970 року група стала першими виконавцями електронну музику в Карнегі-Холі. Виступ відбувся в присутності Роберта Муга.

#### «Попкорн»
Композиція " Попкорн " стала найвідомішим твором Кінгслі. На неї створили кавер-версії Hot Butter, Anarchic System, The Popcorn Makers, La Strana Società, Los Pekenikes, Жан-Мішель Жарр, (1972) Jiri Korn, Klaus Wunderlich, (1973) Vyacheslav Mescherin's Orchestra, (1979) M&H Band, (1988) Slotmachine & Gemini 7, Aphex Twin, (1992) Gigi D'Agostino, (1994) The Boomtang Boys, (1999) Marsheaux, (2003) Crazy Frog, Herb Alpert and the Tijuana Brass, Messer Chups, (2005) Muse, The Muppets (2010) та інші.

## Вибрана дискографія
- 1960 Love and Laughter (з Davey Karr & Betty Walker)
- 1960 Ernest in Love (Original Off-Broadway Cast) аранжування and оркестрування
- 1962 Fly Blackbird! Original Cast Album диригент, аранжування
- 1962 Helen Jacobson Presents Fly Blackbird Original Cast Album (з Clarence Bernard Jackson)
- 1963 Shoshana! диригент
- 1964 The Cradle Will Rock musical director, pianist
- 1964 Mozart After Hours диригент, аранжування, harpsichordist (з Maureen Forrester & Wiener Akademie Kammerchor)
- 1964 Jan Peerce on 2nd Avenue диригент, аранжування
- 1965 Fleury — The Isles of Greece аранжування, диригент
- 1966 The In Sound from Way Out!
- 1966 New Songs of the Auvergne — Netania Davrath оркестрування
- 1966 Jan Peerce — Art of the Cantor диригент, аранжування
- 1967 Kaleidoscopic Vibrations: Electronic Pop Music from Way Out
- 1968 Shabbat '68
- 1968 The New Exciting Voice of Sol Zimel — Favorite Jewish Melodies аранжування, диригент
- 1969 Jan Peerce Neapolitan Serenade
- 1969 Music to Moog By з the original version of Popcorn
- 1969 Shabbat for Today
- 1970 First Moog Quartet
- 1970: Gershwin (Alive & Well & Underground)
- 1970 Gershwin Alive & Well & Underground
- 1971 Greta Keller Sings Love Is A Daydream And Other Songs By Yulya
- 1971 Kaleidoscopic Vibrations: Spotlight on the Moog (Re-release of 1967 Kaleidoscopic Vibrations album under a new name)
- 1971 Sabbath for Today
- 1972 First Moog Quartet — Popcorn
- 1974 The 5th Cup Featuring Theodore Bikel
- 1980 Julia Migenes Latin Lady (producer, диригент, аранжування)
- 1982 Julia Migenes-Johnson Sings Gershwin (диригент, аранжування)
- 1986 Much Silence
- 1987 Das Schönste Von Julia Migenes
- 1989 Cruisers 1.0
- 1990 Anima
- 1991 The Essential Perrey and Kingsley
- 2005 Voices from the Shadow
- 2006 God Is a Moog
- 2007 Vanguard Visionaries: Perrey and Kingsley
- 2009 Silent Night, Bloody Night (Original Motion Picture Soundtrack)

## Музика до кінофільмів
- 1969 Семська пісня
- 1970 Мрійник (Ха-Тімхоні)
- 1972 Тиха ніч, Кривава ніч
- Цукрове печиво 1973 р.[10]